# Торощин, Игорь Андреевич
И́горь Андре́евич Торо́щин (род. 9 декабря 1985, Ирбит, Свердловская область, СССР) — российский политический деятель, депутат Государственной Думы Федерального Собрания Российской Федерации седьмого созыва (2016—2021), член Высшего Совета ЛДПР (2017—2020), кандидат на выборах губернатора Свердловской области 2017 года от партии ЛДПР, член ЛДПР.

## Биография
Родился 9 декабря 1985 года в городе Ирбит Свердловской области в семье рабочих.
С 1993 по 1995 год учился в средней общеобразовательной школе № 18, а затем в средней общеобразовательной школе № 9 города Ирбита.
В 2008 году окончил Уральский Финансово-Юридический институт по специальности юриспруденция. Обучаясь в институте занимался общественной деятельностью, чем и продолжил заниматься после его окончания.
С 2011 по 2016 год депутат Законодательного Собрания Свердловской области, заместитель председателя комитета по вопросам законодательства и общественной безопасности и член мандатной комиссии.
В 2013 году являлся координатором Челябинского регионального отделения ЛДПР.
С декабря 2013 по декабрь 2014 — координатор Свердловского регионального отделения ЛДПР.
В 2014 был куратором ЛДПР по Уральскому федеральному округу.
С 2016 года депутат Государственной Думы Федерального Собрания Российской Федерации VII созыва. Избран в составе федерального списка кандидатов, выдвинутого Политической партией «Либерально — демократическая партия России».
С 5 октября 2016 года по 25 октября 2018 года — Член комитета Государственной Думы по экономической политике, промышленности, инновационному развитию и предпринимательству.
В 2017 году участвовал в выборах губернатора Свердловской области. Занял 4 место, набрав 5,40 % голосов.
С 26 октября 2018 года — Член Комитета Государственной Думы по жилищной политике и жилищно-коммунальному хозяйству.

## Государственная Дума
18 сентября 2016 года на выборах депутатов Государственной Думы территориальная группа № 117 федерального списка кандидатов ЛДПР (Свердловская область — Березовский одномандатный избирательный округ № 170, Свердловская область — Асбестовский одномандатный избирательный округ № 172), которую возглавлял Игорь Торощин, набрала 73 435 голосов избирателей (30 249 (14.44 %) в 170-м округе и 43 186 (19.88 %) — в 172-м округе).
5 октября 2016 года приступил к осуществлению полномочий депутата Государственной Думы.
С 5 октября 2016 года по 25 октября 2018 года — Член комитета Государственной Думы по экономической политике, промышленности, инновационному развитию и предпринимательству.
С 11 января 2017 года — Член Комиссии Государственной Думы по правовому обеспечению развития организаций оборонно-промышленного комплекса Российской Федерации, а с 19 июня 2019 года — Заместитель председателя Комиссии.
С 26 октября 2018 года — Член Комитета Государственной Думы по жилищной политике и жилищно-коммунальному хозяйству.

## Награды
- Памятный знак «МПА СНГ. 25 лет» (13 октября 2017 года) — за содействие в деятельности Межпарламентской Ассамблеи и её органов[4]